# 桐庐东站
桐庐东站位于中华人民共和国浙江省杭州市桐庐县江南镇，临近富春江及桐君山，是商杭客运专线和杭温高速铁路上的一座车站，2022年9月22日随合杭高铁湖杭段开通而投入使用。车站是桐庐县第二座火车站，距离江南镇镇中心约1km，距桐庐县中心约10km。

## 站房
桐庐东站站房总建筑面积3.98万平方米，其中主体面积1.5万平方米，架空层1.1万平方米，为线侧下式站房；车站共分四层，其中地上三层，地下一层，建筑高度为24.7米，最高聚集人数为600人，总投资4.41亿元。站房设计取自桐庐的山水特色和富春山居图的优美景象，采用纯白柔和的竖向线条构成精致的、富有韵律的建筑表面，既有瑶琳仙境钟乳石的细腻柔美，又具有大奇山中瀑布的大气灵动。进站大厅分别设有壁画《南宋图经——桐庐全境图》、玻璃雕刻的古文《与朱元思书》、桐庐地方特色的铜雕山水剪纸山和山水屏风，充分展现桐庐的人文底蕴；东西两侧分别设有以铜板蚀刻形式展示的《富春山居图》水墨画和与之对应的桐庐山水，体现富春山居图在桐庐文化中的特殊地位。

## 站场
桐庐东站总规模为4台8线，侧式站台和岛式站台各2座。远期桐庐东站至杭州西站预留3、4线建设后，车站布置将形成4进4出的格局。